# Református templom (Boldva)
A Bódva völgyében fekvő, mintegy 2300 lelkes falu, Boldva központjában lévő téren áll a szép arányú, háromhajós református templom, s mellette fölfalazva látszanak a templomhoz egykor északról csatlakozó bencés kolostor falmaradványai. A templomtól délkeletre pillanthatjuk meg a körtemplom (rotunda) föltárt alapfalait is.

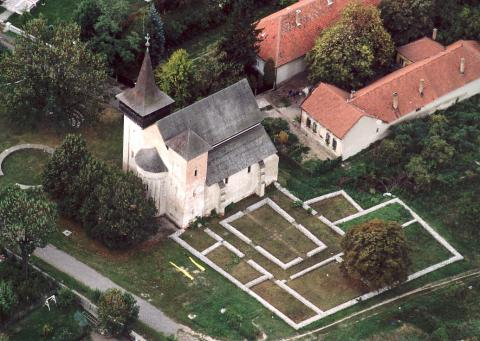
A templom légifotója

## A templom építészete
Meglehetősen szokatlan, hogy a templomnak nem nyugaton, hanem a keleti oldalon, a szentély mellett épült toronypárja. A toronyból csak az egyiket(a délkeletit) állították helyre teljes magasságában, a másik fölső emeletét, magas fedélszékét nem állították vissza.
A gótikus déli kapun keresztül mehetünk be a templomba, ahol széttekintve a főhajót meglepően magasnak érezhetjük (a falkoronát megközelítőleg az eredeti magasságúra állították vissza a restaurálás során). A bejárattól nyugatra a falon Basó Mihálynak (+1585) darabokból összeállított vörösmárvány sírkövét láthatjuk. A falban lépcső vezet a déli toronyba. Északon is volt lépcső, azonban az nem maradt meg. Az egyik északi pillérnél található az 1791-ben készült szószék. A félköríves záródású egykori főszentélynek a református liturgiának megfelelően nincs semmi olyan kiemelt szerepe, mint a katolikus szertartásban szokásos. Benne az i. e. kb. 3000 körül itt, e kiemelkedő helyen élő, a bükki kultúrához tartozó nép lakóházainak cölöplyukrendszerének feltárt maradványait tekinthetjük meg.

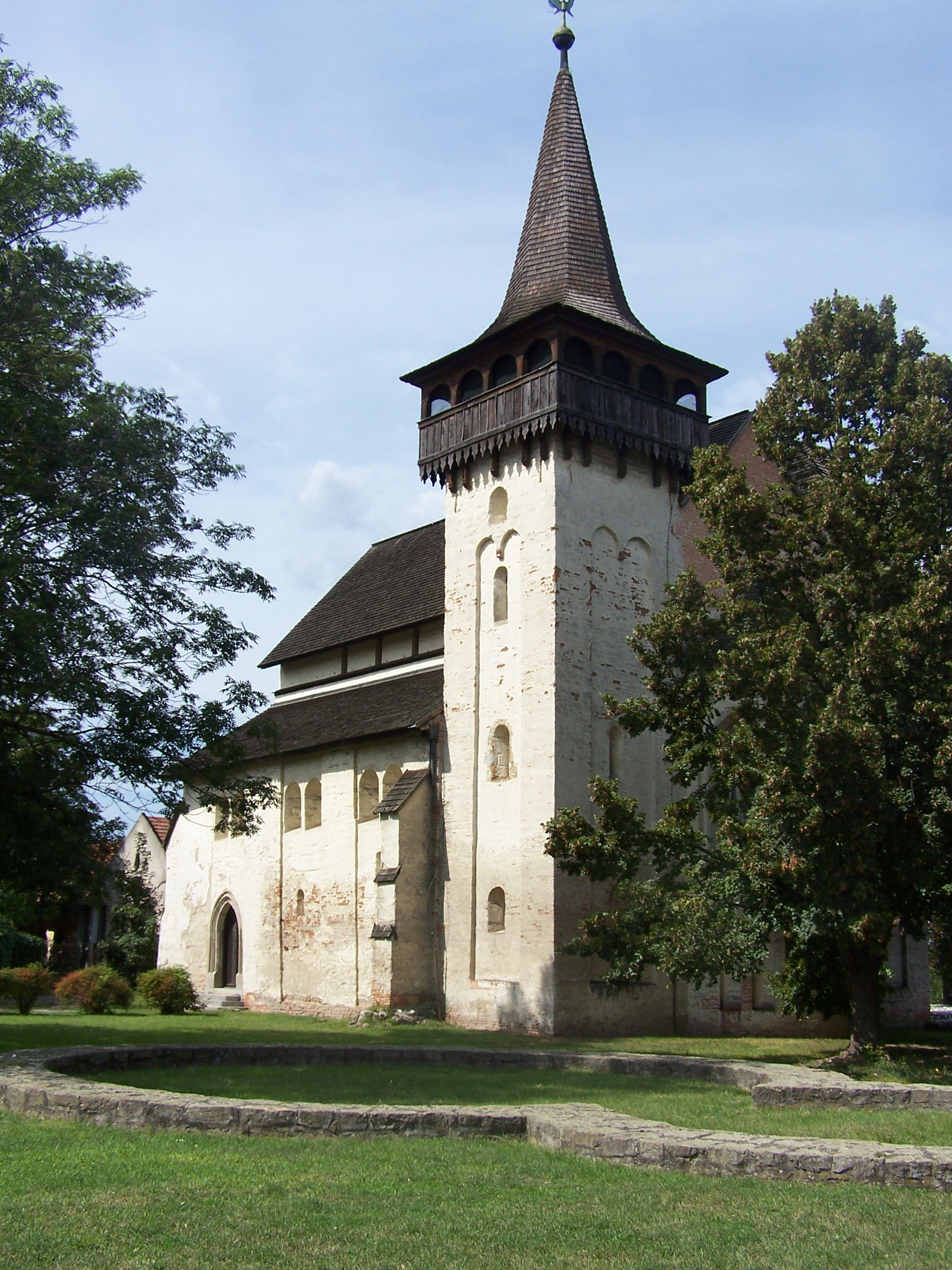
A templom tornya

## A kolostor története
Becses nyelvemlékünket, a Halotti Beszédet tartalmazó Pray-kódexnek egy 1203-as bejegyzése említi először a bencés kolostort, amely ennél korábban épült. A kolostor templomával egy időben (1175-1180 körül) emelték hazánk legnagyobb méretű (átmérője 12 m) körtemplomát, amely a világi hívek lelki gondozását szolgálta (tégláit az 1770-es években hordták el építkezésekhez).
A bencés kolostor nem volt hosszú életű. A második tatárjárás (1285) időszakában fölégették, s az apátság végleg megszűnt, viszont a helyreállított kolostortemplom ettől kezdve a falu plébániatemploma lett. A 16. század közepe óta a reformátusok birtoka lett. 1755-ben tűzvész pusztította a templomot és a falut is. A sérült északi tornyot ezután visszabontották, és csak a délit állították helyre.

## A templom és a kolostorrom feltárása és restaurálása
1888 nyarán látogatja meg a volt bencés monostor templomát Myskovszky Viktor és elsőként méri fel, rajzolja és írja le szakértelemmel a műemléket. A 19-20. században kisebb-nagyobb átépítések következtek. Nyíry Dániel a kolostor nagyobb részét kiásta (1926). Az 1976 körül rossz állapotba került épület helyreállítása előtt nagyobb ásatásokra került sor a templomban és a templom körül Valter Ilona vezetésével. A templomban 68 sírt tártak föl, s ezek között előkerült egy 13-14 éves kislány 16. századi csaknem teljesen ép ruházata.

## Galéria

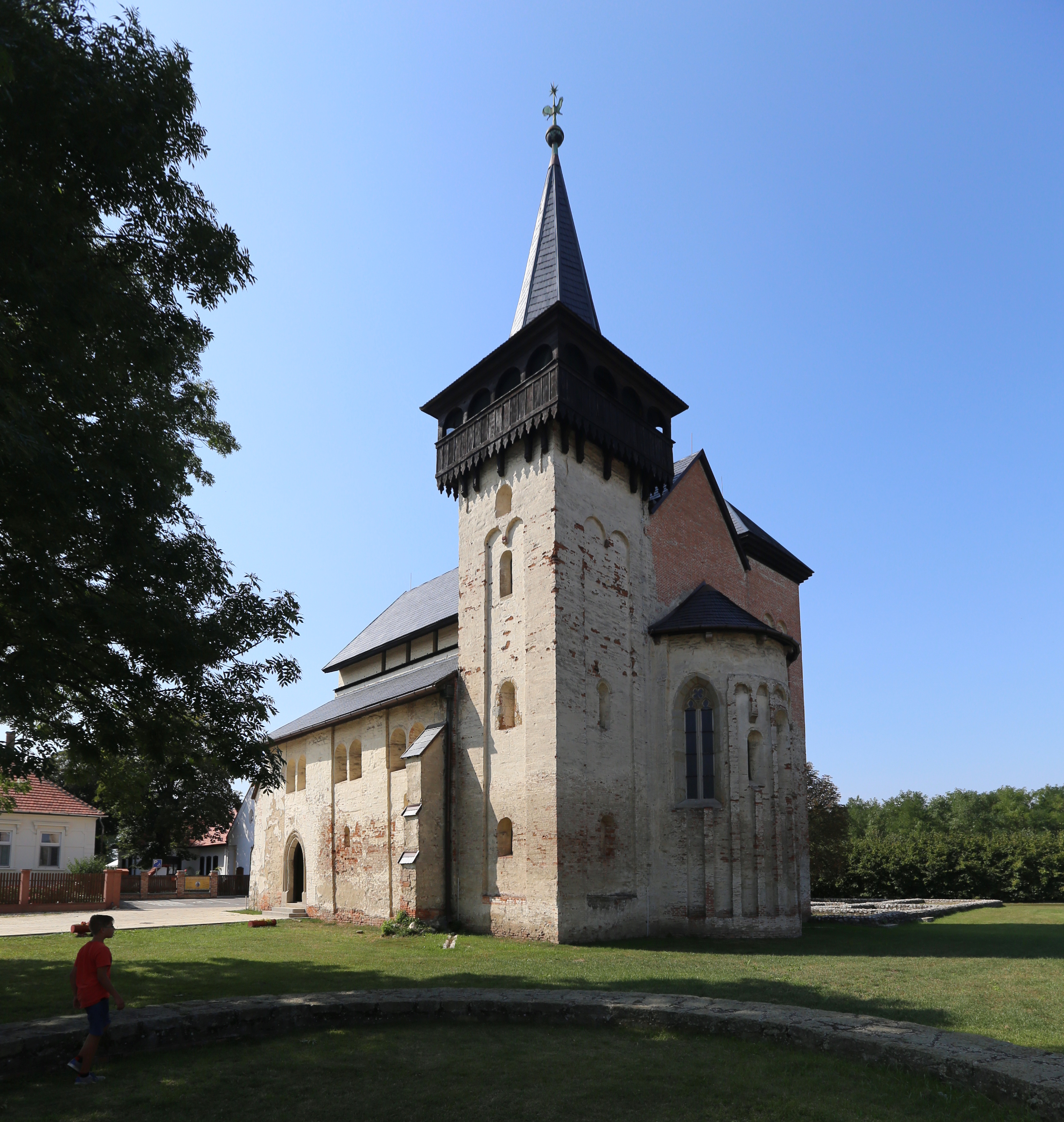
Az egykori bencés monostor temploma
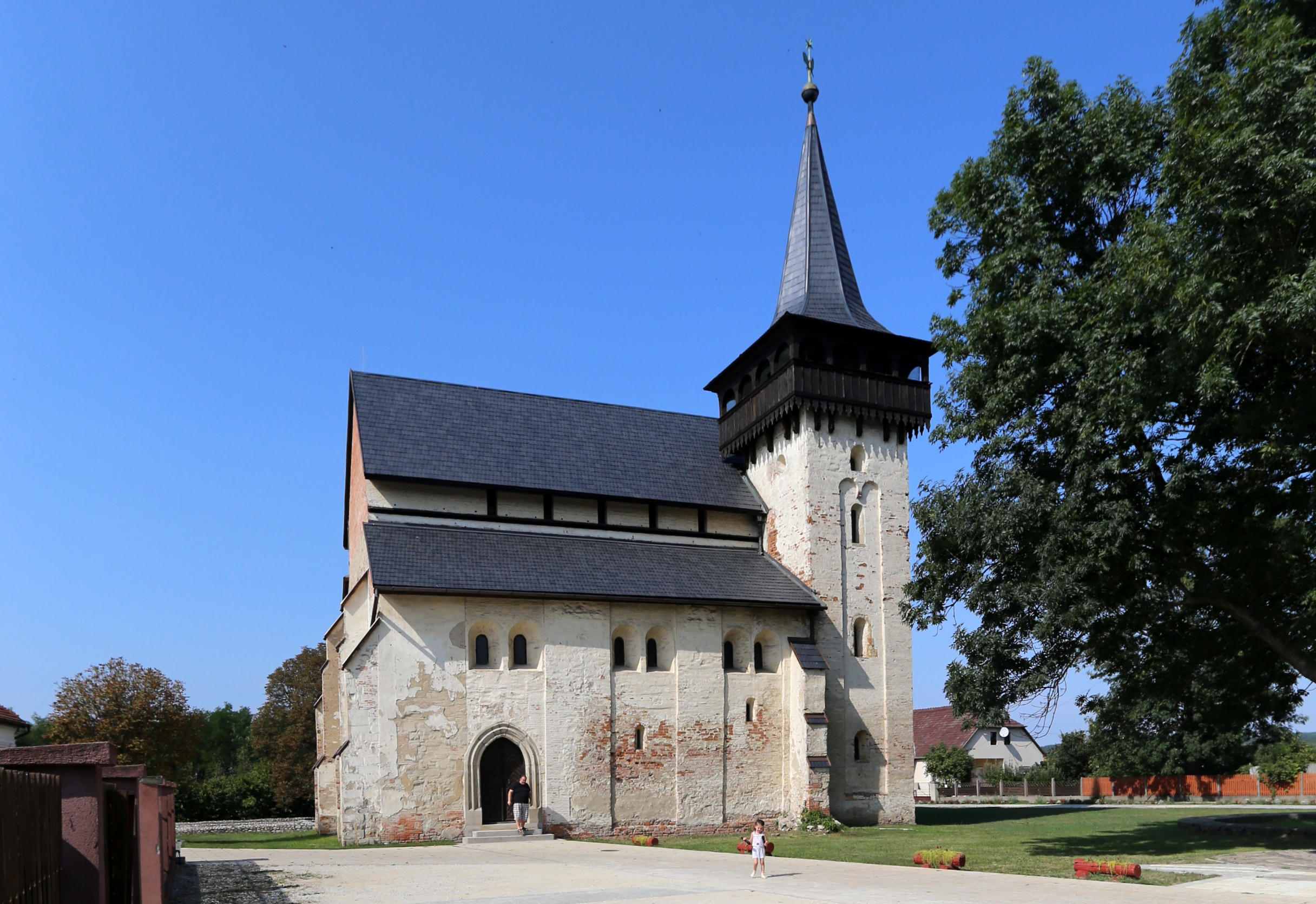
Az egykori Keresztelő Szent János templom dél felől
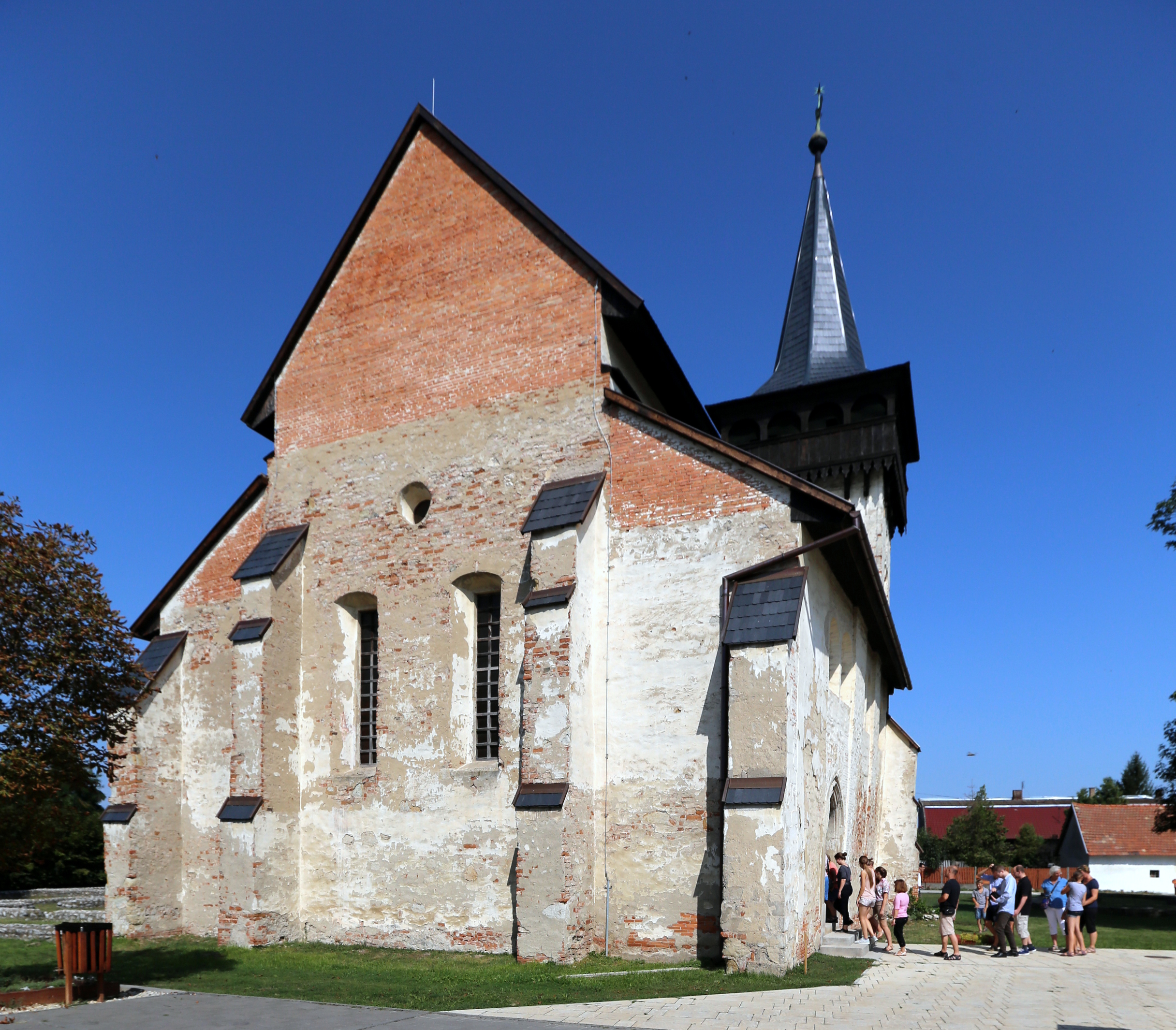
A templom nyugati homlokzata
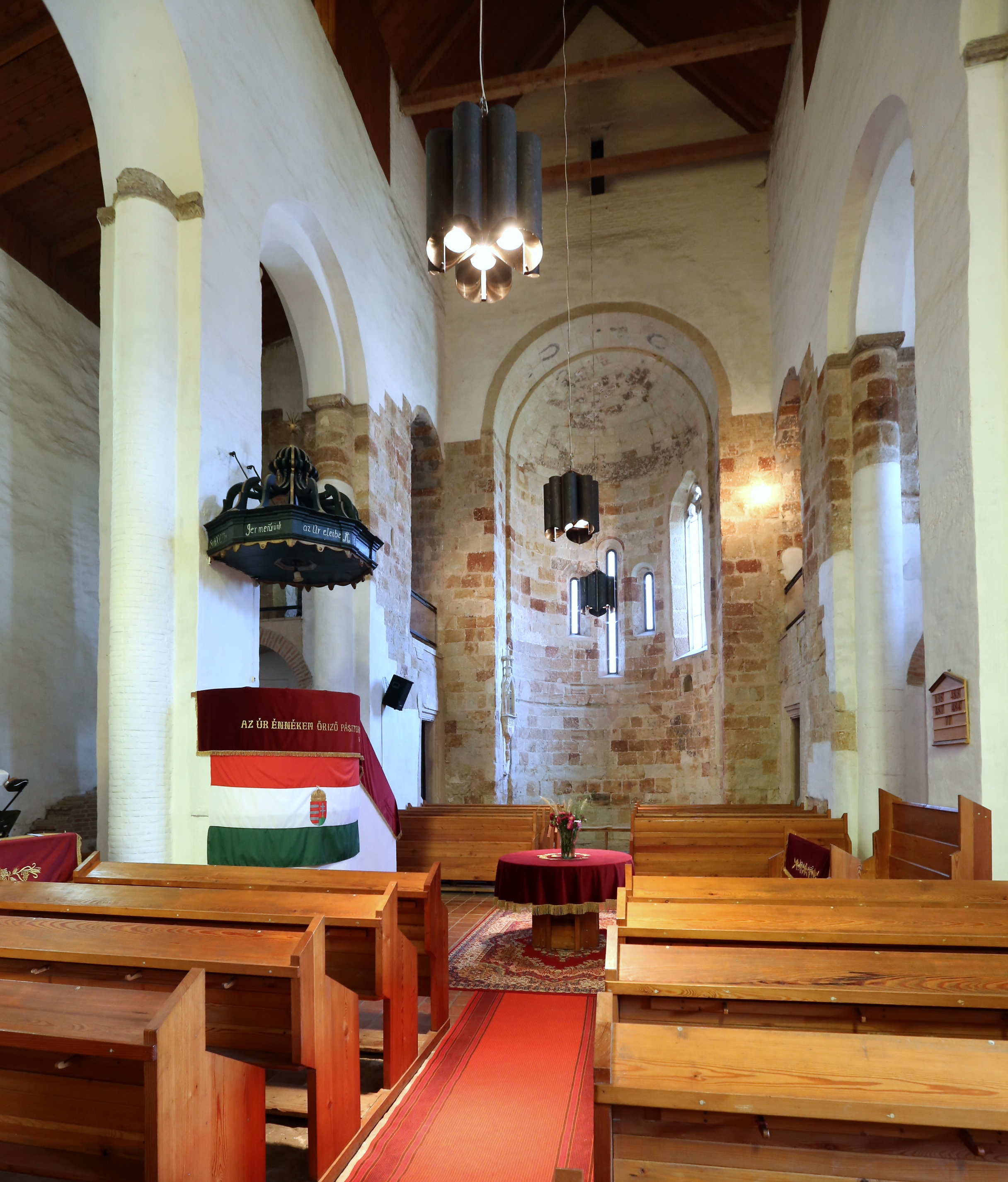
A templom 1552-1560 óta református
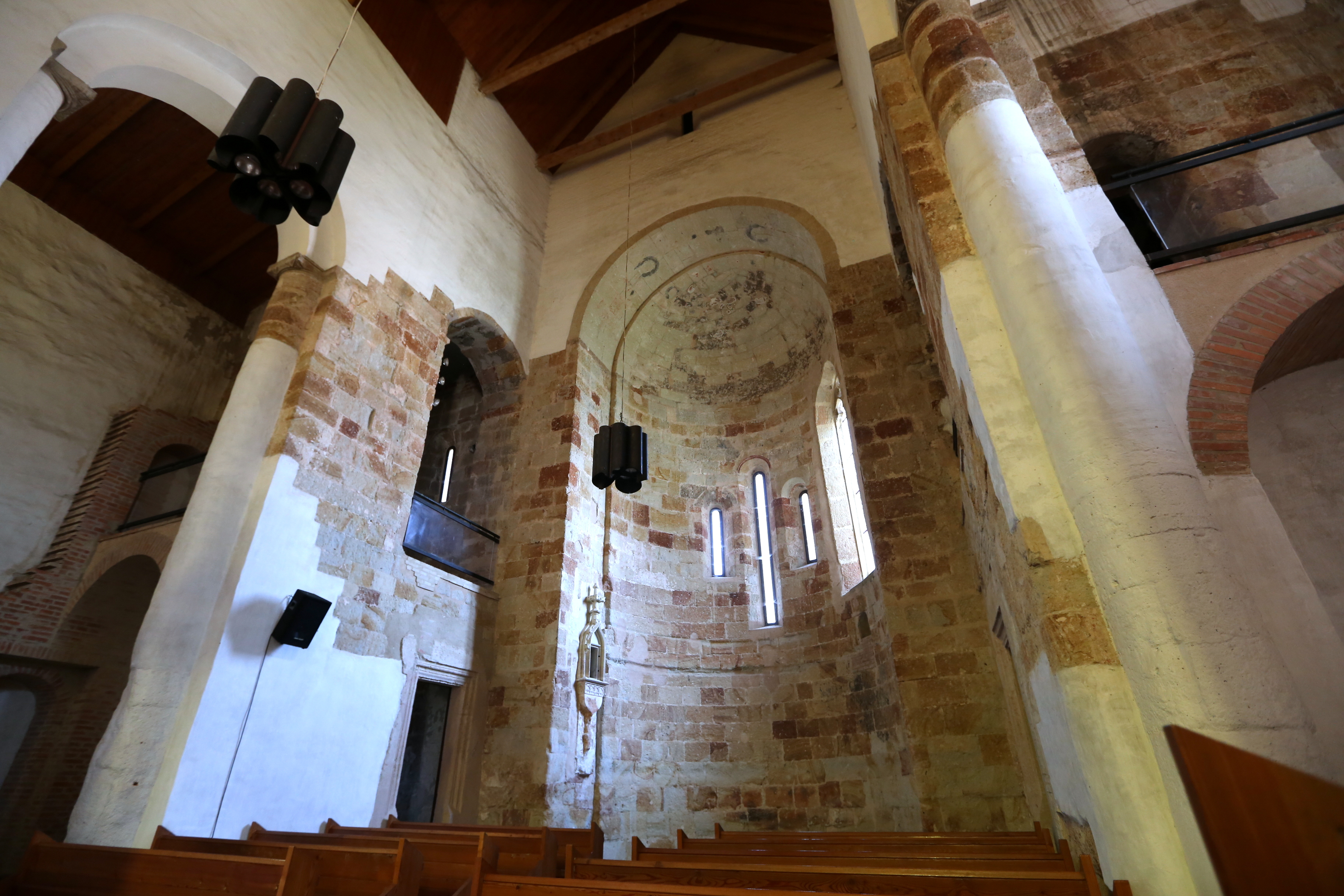
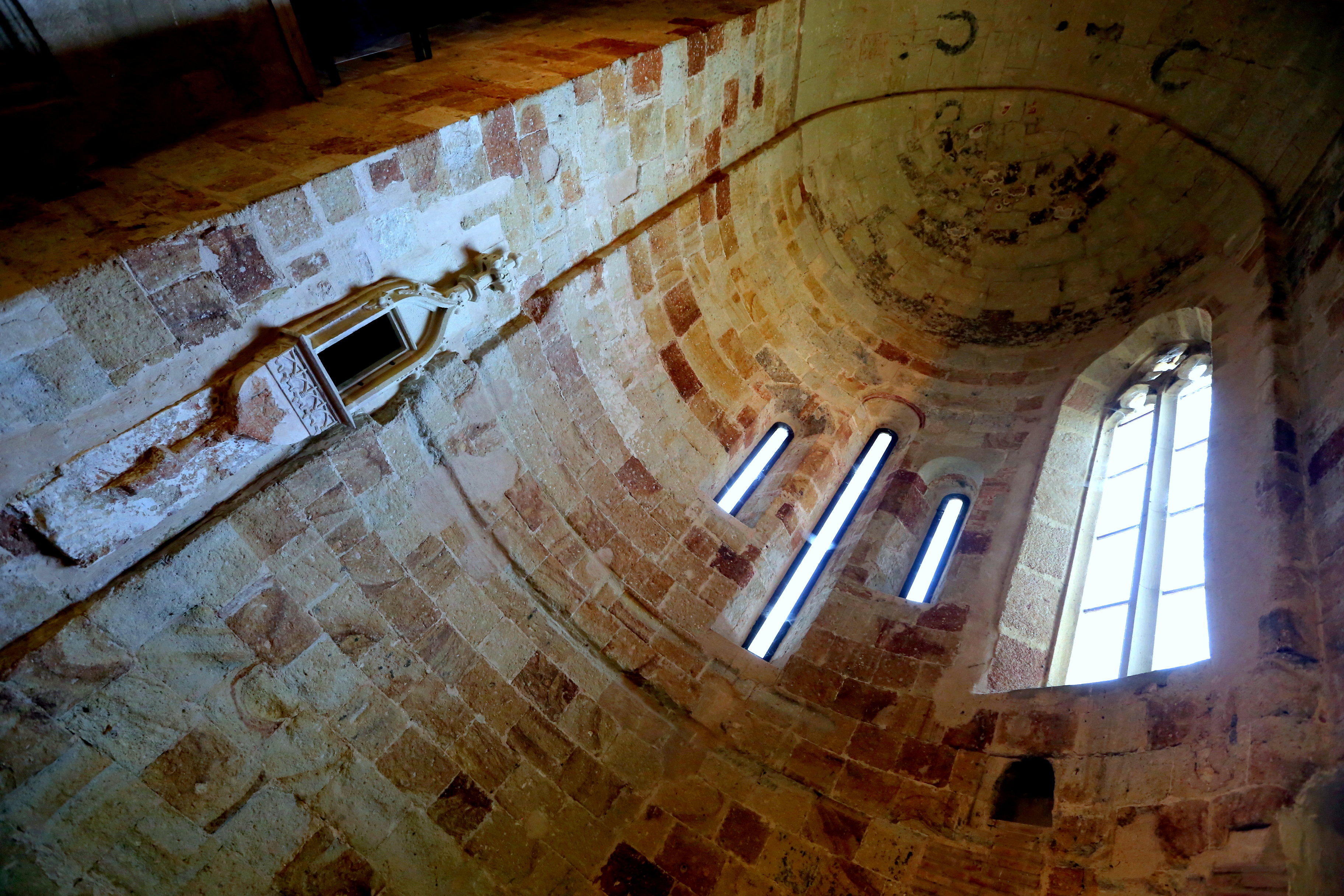
A templom szentélye
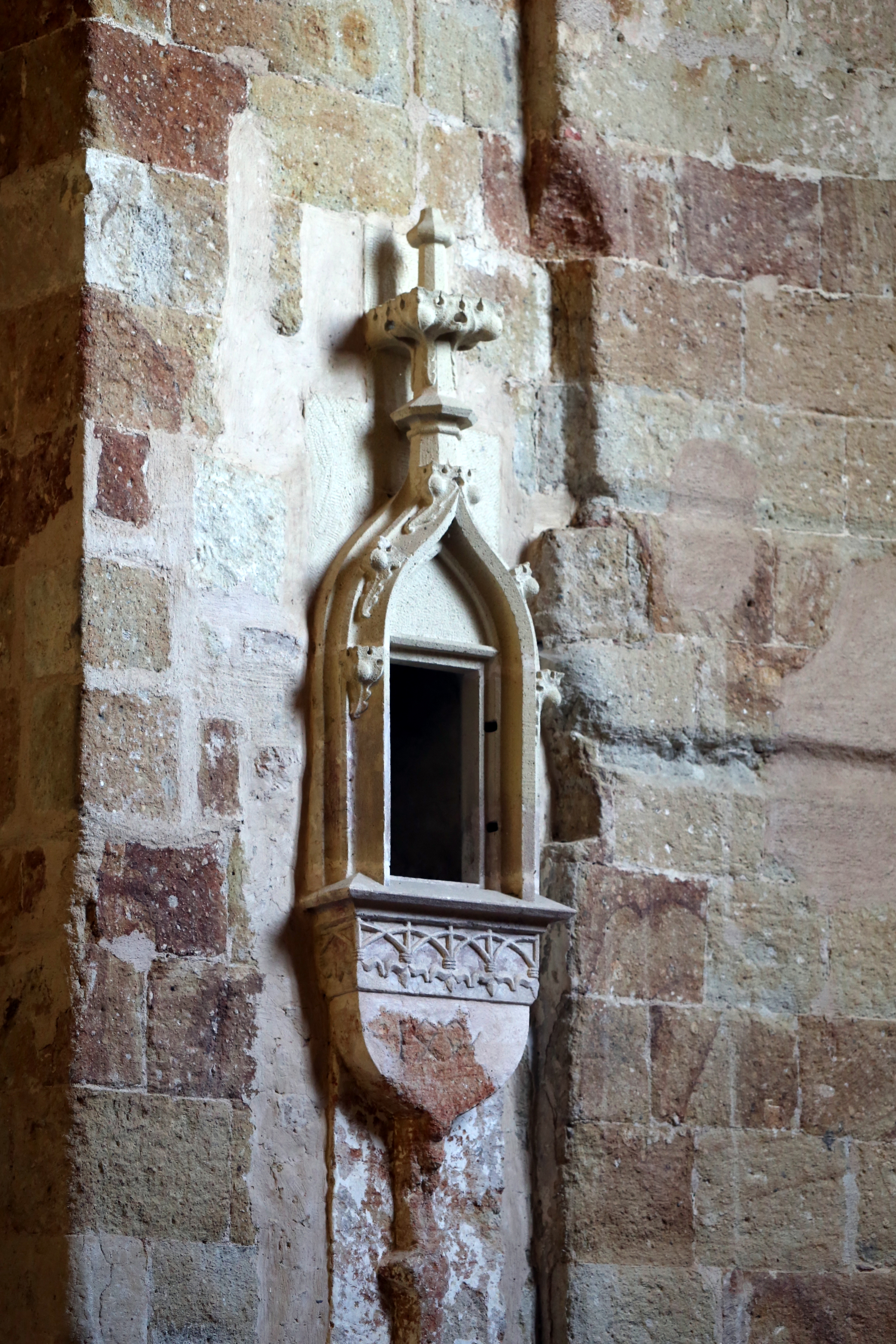
Gótikus szentségtartó (pasztofórium), 1497
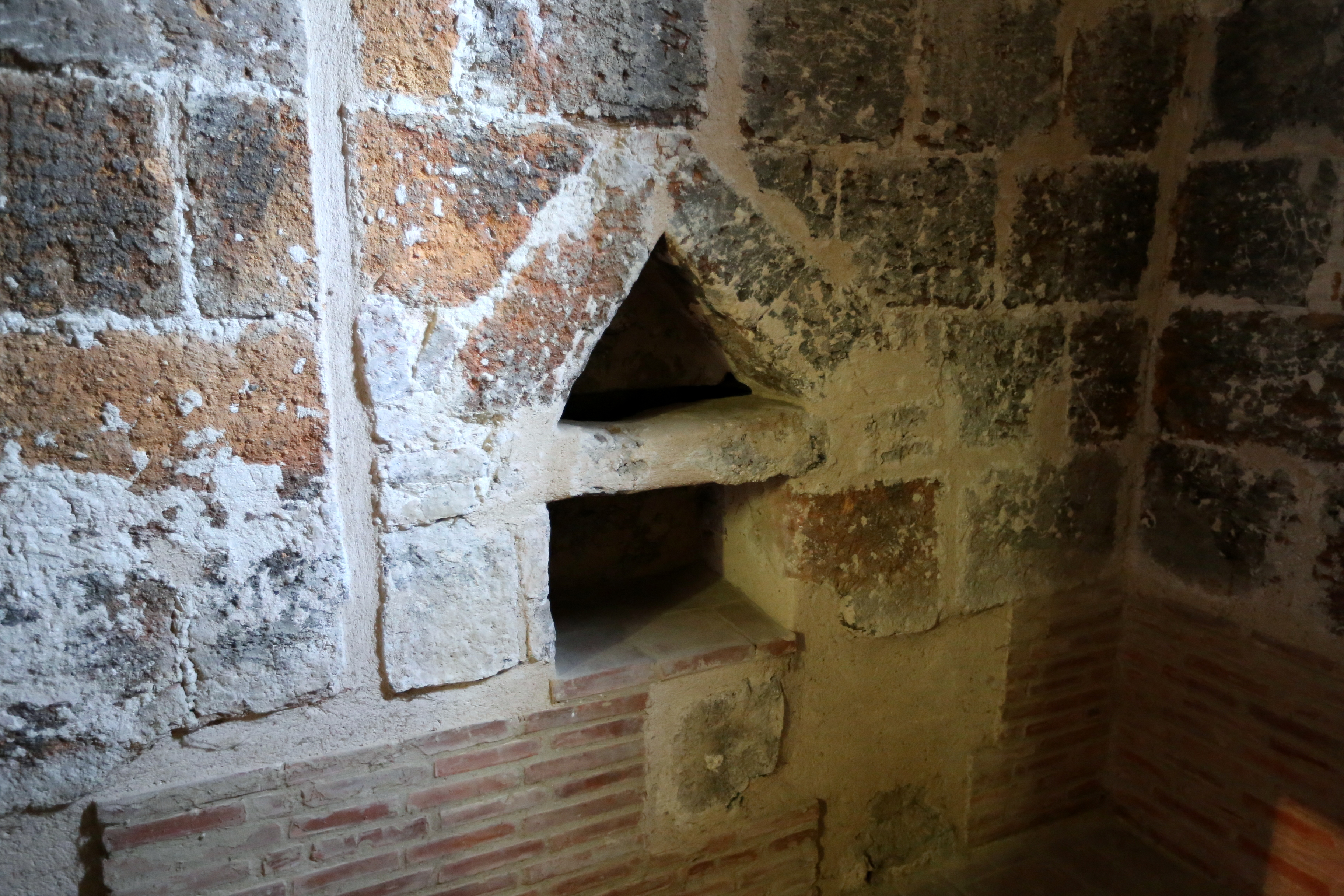
Szentségtartó a déli torony alsó szintjén
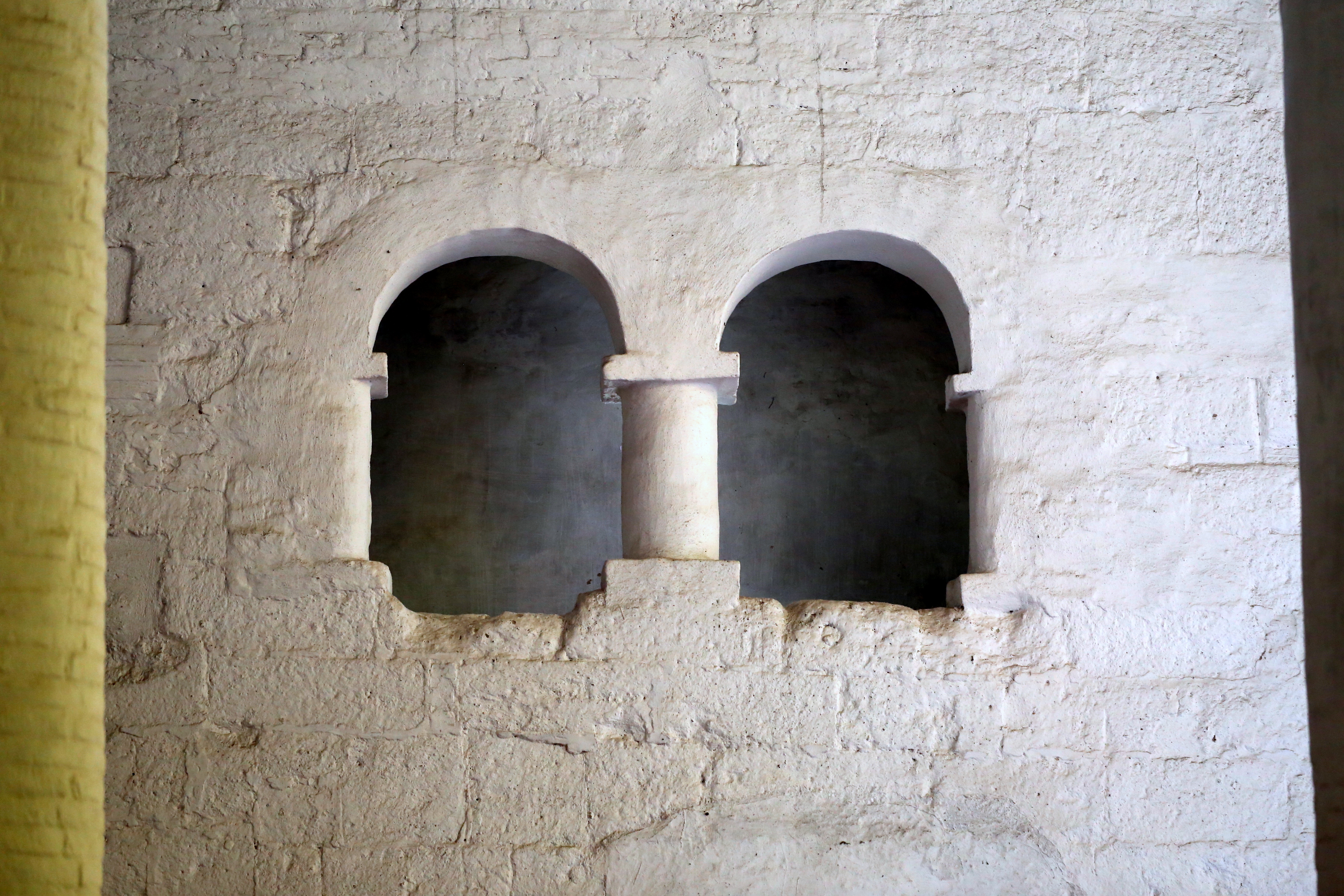
A déli falban vezető oratóriumfeljáró ikerablakai
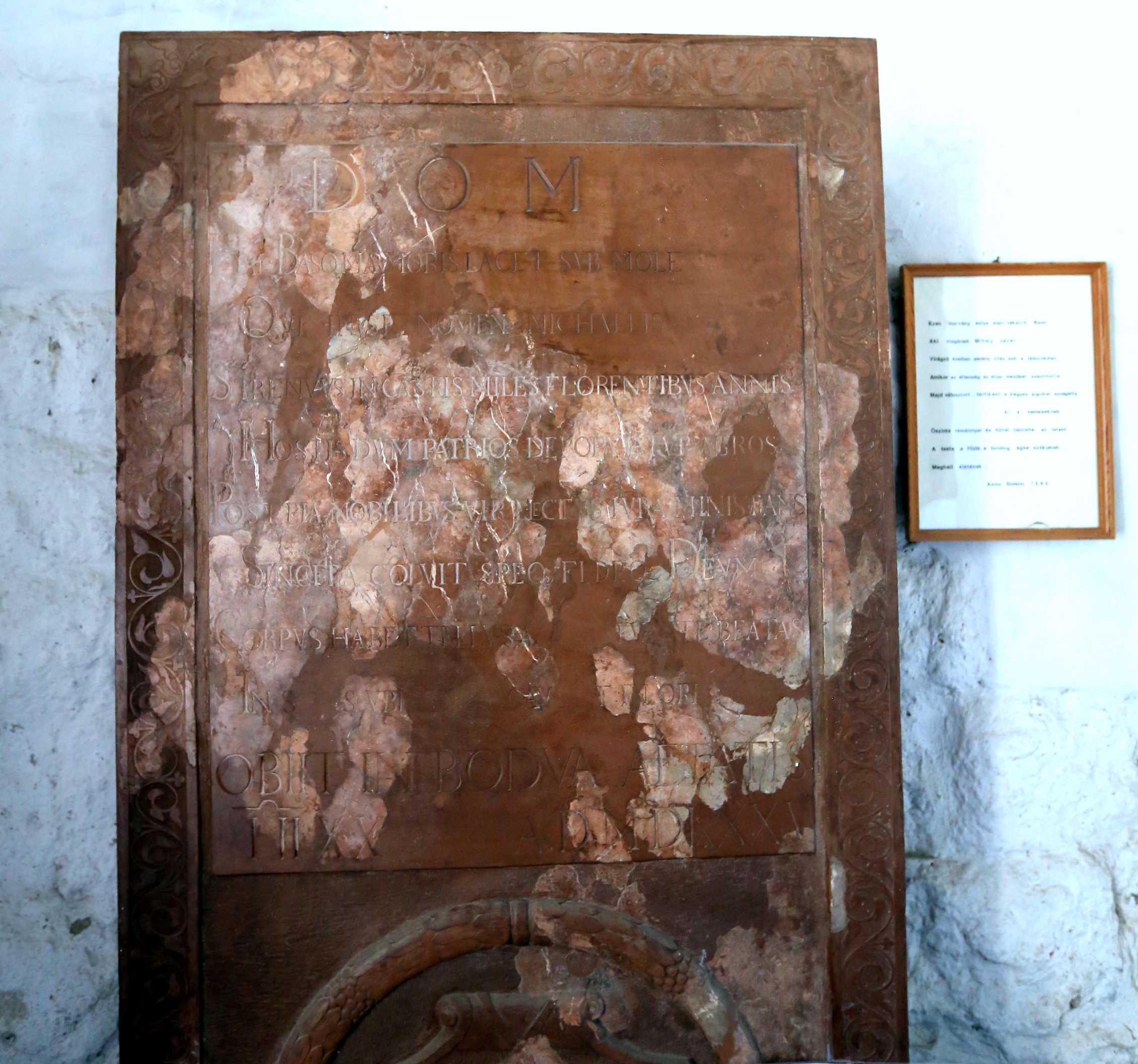
Basó Mihály 1585-ös reneszánsz sírköve
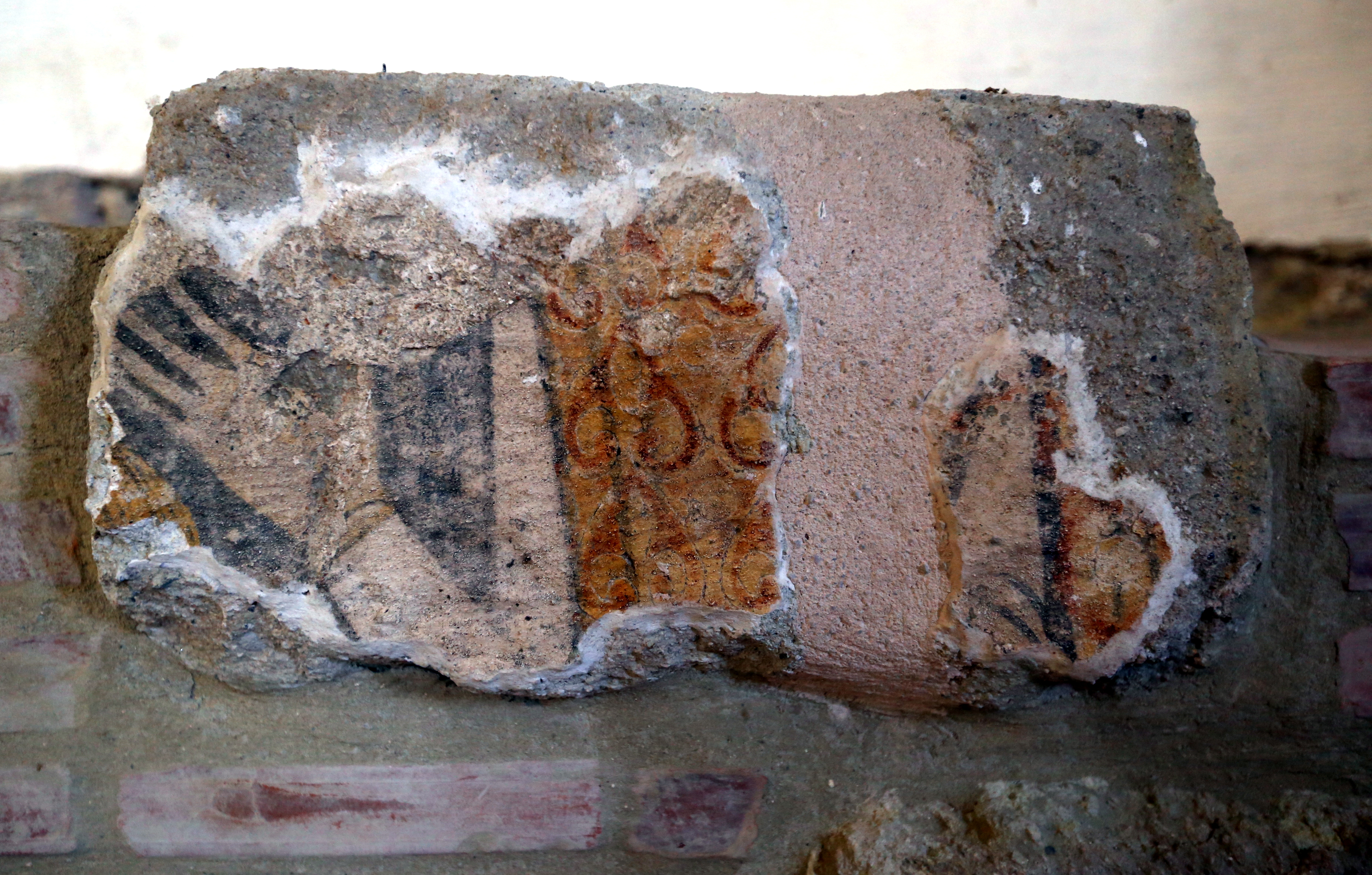
Freskó-töredék
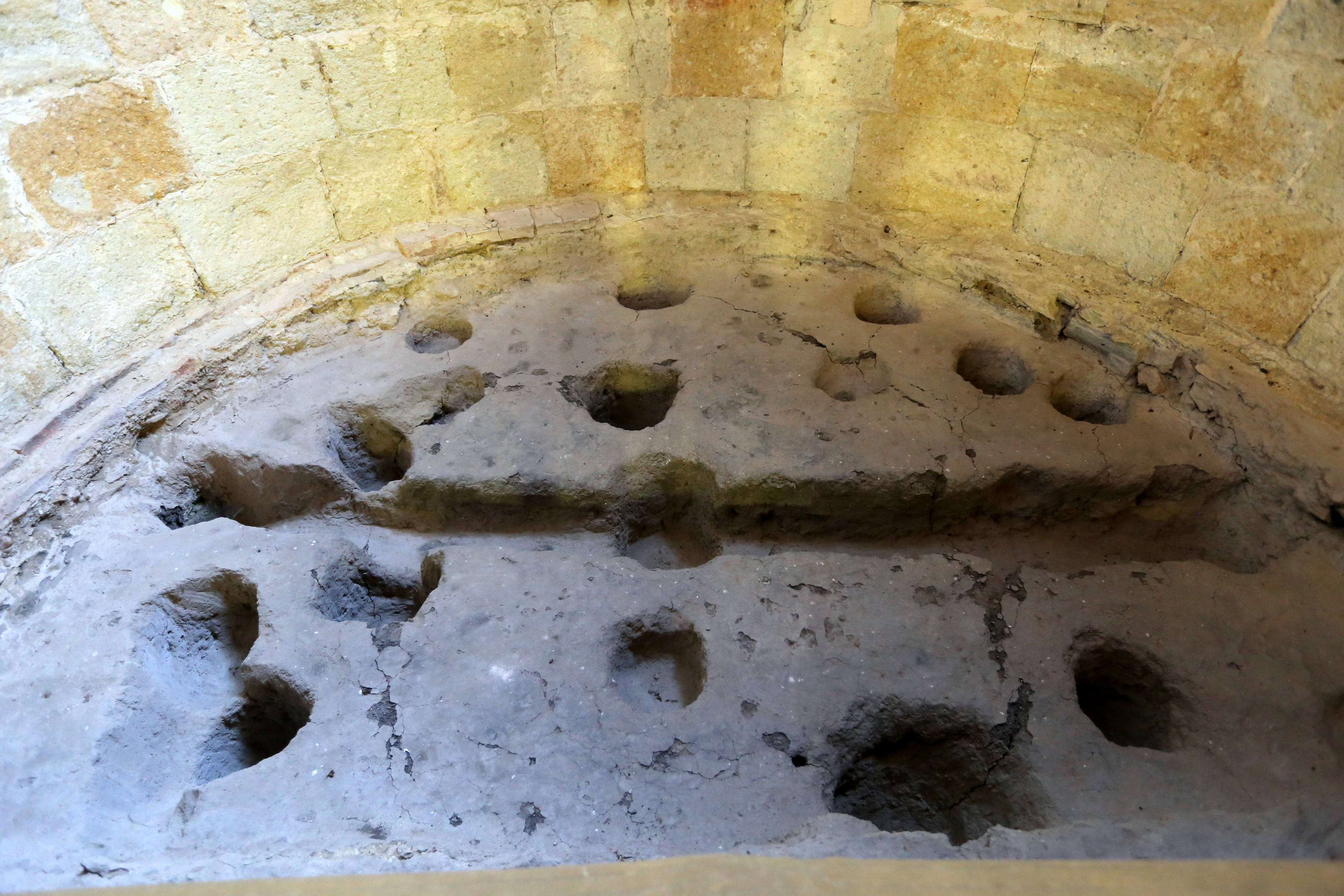
A félköríves szentélyében: neolitikus, a bükki kultúrába tartozó ház cölöplyukrendszere